# Dallas Toler-Wade

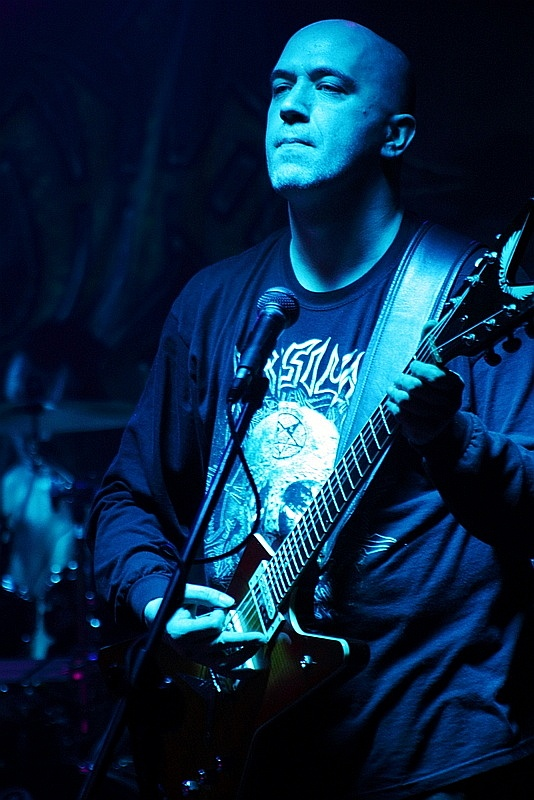
Dallas Toler-Wade em 2011

Dallas Toler-Wade (nascido em 6 de julho de 1974) é um músico estadunidense de metal extremo.
É atualmente guitarrista e vocalista da banda Nile e já tocou nas bandas Lecherous Nocturne e Teratosis.

## Discografia
com Nile
- 2000	 – Black Seeds of Vengeance 	 –  guitarra, voz
- 2002	 – In Their Darkened Shrines 	 – guitarra, voz, baixo
- 2005	 – Annihilation of the Wicked 	 –  guitarra, voz
- 2007	 – Ithyphallic 	 – guitarra, voz, baixo
- 2009	 – Those Whom the Gods Detest 	 – guitarra, voz, baixo
- 2012	 – At the Gate of Sethu – guitarra, voz, baixo
- 2015	 –  What Should Not Be Unearthed – guitarra, voz, baixo

com Lecherous Nocturne
- 2006 – 	Adoration of the Blade –  bateria